# Skeletons Album Sampler
Skeletons Album Sampler es el segundo EP de la banda estadounidense de Metal alternativo y Nu metal Nothingface, editado en 2003. Las canciones que tiene este EP se incorporaron en su álbum Skeletons.

## Lista de canciones
| N.º   | Título                   | Duración |  |
| 1.    | «Ether»                  | 3:42     |  |
| 2.    | «Beneath»                | 3:32     |  |
| 3.    | «Here Come the Butchers» | 2:58     |  |
| 10:12 |                          |          |  |